# Casey Cott
Casey Morton Cott (Cleveland, Ohio, 8 de agosto de 1992) es un actor estadounidense, más conocido por interpretar a Kevin Keller en Riverdale de The CW.

## Biografía

### Primeros años y educación
Cott creció en Chagrin Falls, Ohio. Asistió a la Universidad de Boston antes de decidir estudiar actuación, transfiriéndose a la Carnegie Mellon School of Drama. Es hermano de Carly Cott y el actor Corey Cott.

### Carrera
En 2012, Cott apareció en una producción local de Ohio Bloody Bloody Andrew Jackson y Romeo and Juliet. En 2014, fue elegido para interpretar en Parade en el New Hazlett Theater en Pittsburgh, dónde él participó junto a sus compañeros clases de Carnegie Mellon. Él continuó asistiendo a clases de CMU y trabajo en una producción de teatro universitaria concurrentemente. En agosto de 2016, él interpretó a Moses en la premier de lectura de Stephen Shwartz's en su más nuevo proyecto musical, en el teatro El príncipe de Egipto, en Bay Street Theater en Sag Harbor, New York, junto a Shuler Hensley y John Cariani.
El 12 de marzo de 2016, durante su último año en CMU, Cott fue elegido para interpretar a Kevin Keller en la próxima serie de drama de The CW Riverdale, una adaptación televisiva del universo del cómic de Archie. El personaje de Kevin es notable debido a su estatus de ser el primer personaje abiertamente gay en la historia de Archie (cómic). Cott declaró en un vídeo de Facebook para sus fanes en marzo de 2017 que originalmente audicionó para los roles de Archie Andrews y Jughead Jones, antes de ser elegido como Kevin. Fue promovido como uno de los personajes principales en la segunda temporada.

## Vida personal
Casey es un ávido cantante e interpretó varios shows de tributo en el afamado cabaret de New York Feinstein's/54 Below. Vive en Nueva York.
En diciembre de 2021 anunció su compromiso con su pareja, Nichola Basara. Contrajeron matrimonio ese mismo mes, el 18 de diciembre de 2021. En abril de 2023 anunciaron que iban a ser padres. Su hijo Cashius nació el 18 de septiembre de 2023.

## Filmografía
| Año  | Título                        | Rol           | Notas |
| ---- | ----------------------------- | ------------- | ----- |
| 2018 | All the Little Things We Kill | Trevor Olsson |       |
| 2019 | Mascot                        | Nick Shephard |       |

| Año       | Título                            | Rol          | Notas                                      |
| --------- | --------------------------------- | ------------ | ------------------------------------------ |
| 2017—2023 | Riverdale                         | Kevin Keller | Recurrente (temp. 1) Principal (temp. 2-7) |
| 2017      | Law & Order: Special Victims Unit | Lucas Hull   | Episodio: «Conversion»                     |
| 2018      | Instinct                          | Dino Moretti | Episodio: «Pilot»                          |
| 2020      | Katy Keene                        | Kevin Keller | Episodio: «Chapter Ten: Gloria»            |

| Año  | Cantante          | Canción | Rol   | Refs.  |
| ---- | ----------------- | ------- | ----- | ------ |
| 2017 | Sabrina Carpenter | «Why»   | Novio | [ 13 ] |